# Polyommatus lucia
Polyommatus lucia är en fjärilsart som beskrevs av Culot 1905. Polyommatus lucia ingår i släktet Polyommatus och familjen juvelvingar. Inga underarter finns listade i Catalogue of Life.